# Coryssocnemis occulta
Coryssocnemis occulta är en spindelart som beskrevs av Cândido Firmino de Mello-Leitão 1918. 
Coryssocnemis occulta ingår i släktet Coryssocnemis och familjen dallerspindlar. Inga underarter finns listade i Catalogue of Life.